# Csillagontó-galaxis

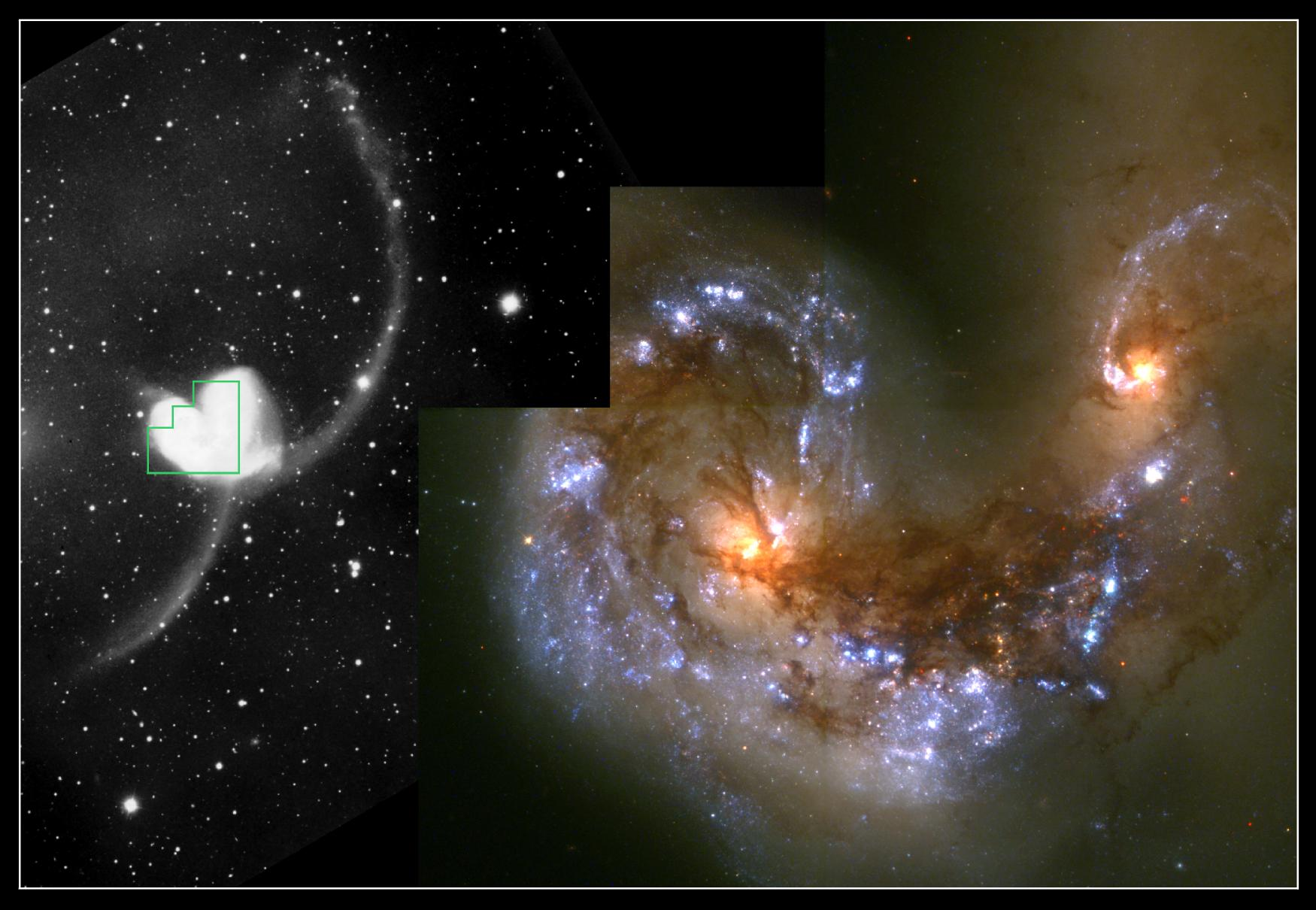
A Csáp-galaxisok, két ütköző galaxis. A galaxisok középpontjában viharos csillagkeletkezés zajlik. A Hubble űrtávcső felvétele, a látható fény tartományában

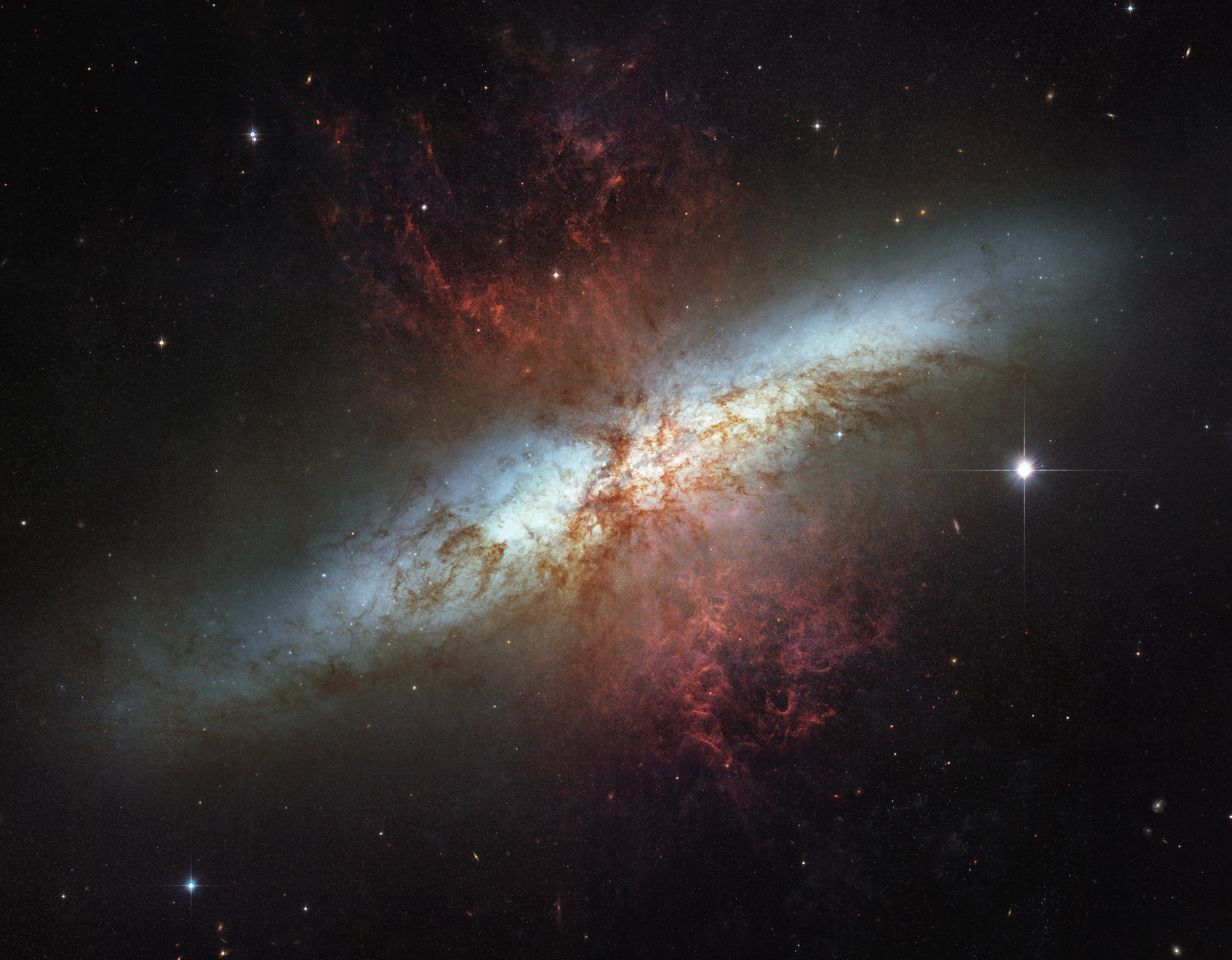
A Messier 82 szabálytalan galaxis a Nagy Medve csillagképben az egyik legismertebb csillagontó-galaxis. A Hubble űrtávcső felvételén a kékesfehér galaxis síkjára merőlegesen kifújt, vörösesen fénylő gázanyag

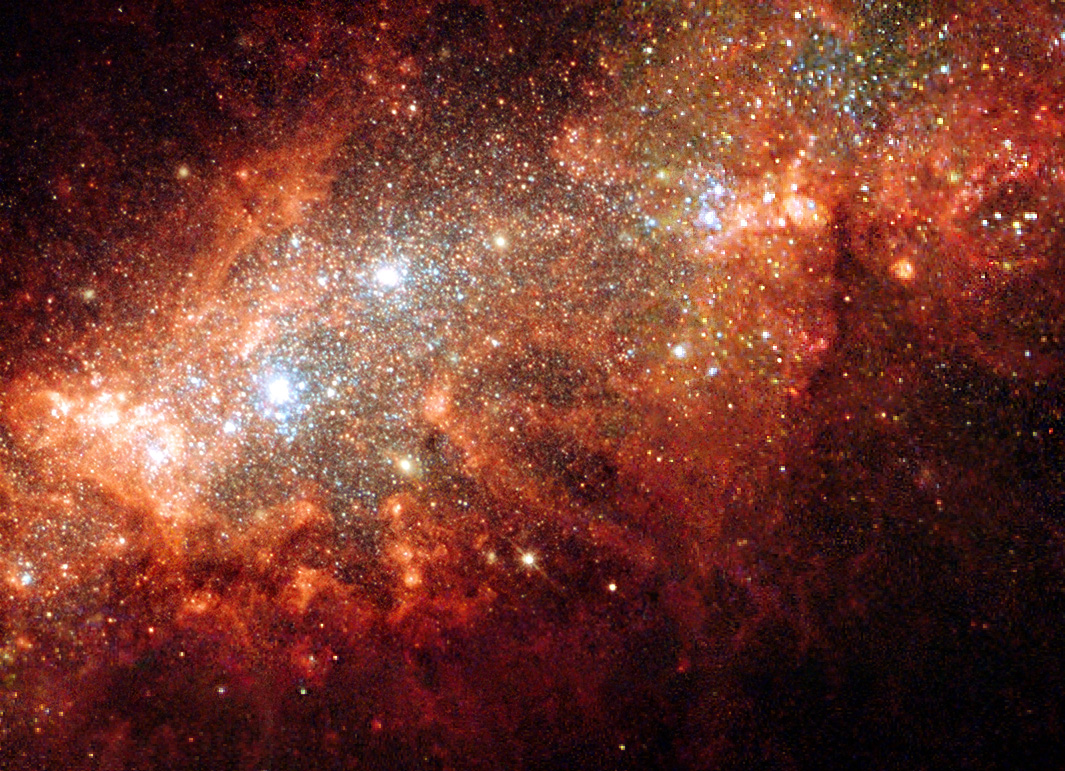
Az NGC 1569 szabálytalan galaxis központi vidéke, fiatal, kék csillagokkal és vörösen fénylő csillagközi hidrogénfelhőkkel

A csillagontó-galaxis (vagy más néven csillagvihar-galaxis) olyan galaxis, melyben a csillagkeletkezés üteme az az átlagosnál nagyságrendekkel nagyobb. Tejútrendszerünkben átlagosan évente három naptömegnyi csillag keletkezik, a csillagontó-galaxisokban ez az érték akár tízszer ekkora is lehet. A robbanásszerű csillagkeletkezést általában a csillagközi gázban gazdag galaxisok (elsősorban szabálytalan és spirálgalaxisok) gázanyagának összenyomódása váltja ki, ennek leggyakoribb oka két galaxis ütközése. Az intenzív csillagkeletkezés általában nem terjed ki a galaxis egészére, leggyakrabban a galaxismag környékén, vagy ütköző galaxisoknál a két galaxis találkozásánál zajlik.
A keletkező csillagok egy részének nagy tömege miatt az élettartama meglehetősen rövid, mindössze néhány millió év, az ilyen csillagok szupernóvaként megsemmisülve tovább fűtik a csillagközi gázt, és újabb lökéshullámokat indítanak el. A csillagok nagy részét alkotó, fiatal, nagy tömegű csillagok az ultraibolya tartományban sugároznak a legintenzívebben, ezt a sugárzást a sűrű gáz- és poranyag elnyelheti, és az infravörös tartományban sugározhatja ki újra, ezért az ilyen galaxisok az elektromágneses spektrum ilyen tartományaiban mutathatnak sugárzás-többletet. A folyamat végén a gázanyag teljes egészében vagy csillagokká alakul, vagy a szupernóvák lökéshullámai (vagy a galaxis közepén lévő nagyon nagy tömegű fekete lyuk által kifújt gázsugár) kilökik a galaxisból, így egy csillagközi gázban szegény elliptikus galaxis keletkezik.
Az Univerzum korai időszakában a galaxisok közötti ütközések a jelenleginél nagyságrendekkel gyakoribbak voltak, így a csillagontó-galaxisok száma is lényegesen nagyobb volt.